# Bylet
Bylet är en bebyggelse i  Närtuna socken i Norrtälje kommun närmare 2 mil nordöst om Vallentuna och 1 mil sydväst om Rimbo. SCB avgränsade mellan 1990 och 2020 denna bebyggelse tillsammans med bebyggelse i Björkholmen i Vallentuna kommun till en småort namnsatt till Björkholmen och Bylet. Vid avgränsningen 2020 klassades bebyggelsen som bestående av två separata småorter.